# 코마다 와타루

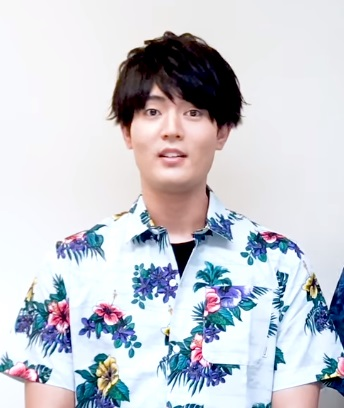

코마다 와타루(駒田航, 1989년 9월 5일 ~ )는 일본의 남자 성우이다. 81 프로듀스 소속.
가나가와현 출신. 독일 태생.

## 작품

### TV 애니메이션
2019년
- 앙상블 스타즈! (쿠누기 아키오미)

2020년
- 히프노시스 마이크 (이루마 쥬토)

### 게임
2015년
- 앙상블 스타즈! (쿠누기 아키오미)
- 쿠키런: 킹덤 (에스프레소맛 쿠키)